# Sean Barton
Sean Barton (* 29. März 1944) ist ein britischer Filmeditor.
Sean Barton war seit Ende der 1960er Jahre beim Schnitt für Werbefilme tätig. Seit Ende der 1970er Jahre schneidet er Kino- und Fernsehfilme. Er war bislang an mehr als 40 Produktionen beteiligt. 1991 inszenierte er erst- und einmalig mit Panga (Curse III: Blood Sacrifice) einen Film.

## Filmografie (Auswahl)
- 1979: Quadrophenia
- 1981: Die Nadel (Eye of the Needle)
- 1983: Die Rückkehr der Jedi-Ritter (Return of the Jedi)
- 1985: Das Messer (Jagged Edge)
- 1987: Hearts of Fire
- 1989: Die Fliege 2 (The Fly II)
- 1991: K2 – Das letzte Abenteuer (K2)
- 1993: Ebbies Bluff
- 1993: Sirga – Die Löwin (L’Enfant lion)
- 1994: Golden Gate
- 1995: Der Prinz und der Prügelknabe (Prince Brat and the Whipping Boy)
- 1996: Die Legende von Pinocchio (The Adventures of Pinocchio)
- 1997: Der Elfengarten (Photographing Fairies)
- 1998: Moby Dick
- 1999: Guest House Paradiso
- 2000: Jason und der Kampf um das Goldene Vlies (Jason and the Argonauts)
- 2002: Callas Forever
- 2004: Italienische Verführung – School for Seduction (School for Seduction)
- 2008: Mutant Chronicles (The Mutant Chronicles)
- 2010: Gejagt – Auf Leben und Tod (Tracker)
- 2011: The Wicker Tree
- 2016: Feast of Varanasi
- 2018: Hurricane – Luftschlacht um England (Hurricane)
- 2020: The Postcard Killings